# Hôtel de Chalon-Luxembourg

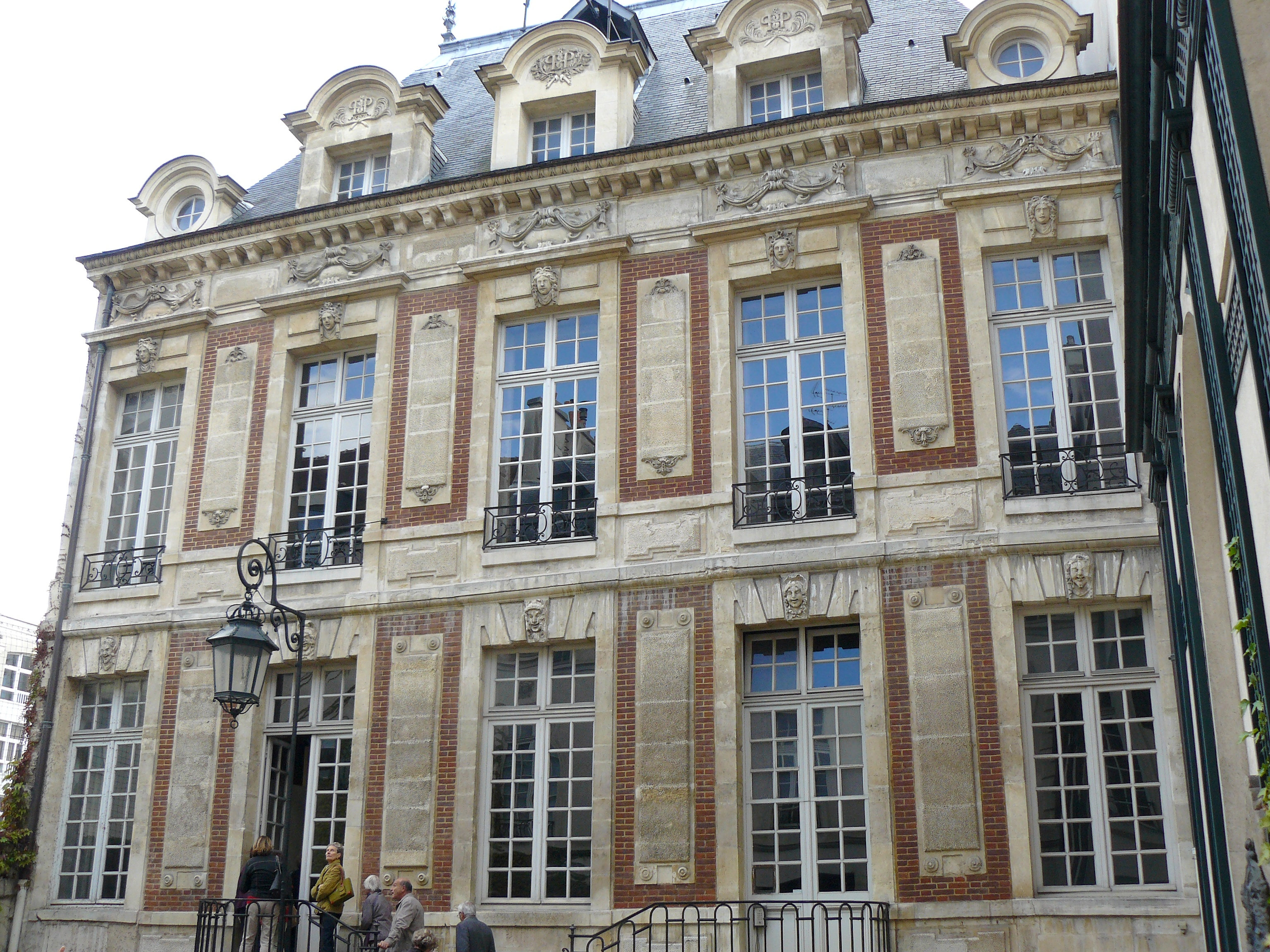
Fasáda paláce na nádvoří

Hôtel de Chalon-Luxembourg je městský palác v Paříži. Nachází se v ulici Rue Geoffroy-l'Asnier č. 26 v historické čtvrti Marais ve 4. obvodu. Stavba v majetku města Paříže je od roku 1977 chráněná jako historická památka.

## Historie
Pozemek s míčovnou na jeu de paume a malým domem vlastnil Antoine Le Fèvre de la Borderie, vyslanec Jindřicha IV. v Anglii, později jeho zeť Robert Arnauld d’Andilly. Na jejich místě nechal královský komorník Guillaume Perrochel v letech 1623-1625 vybudovat malý palác. Architekt je neznámý.
Pozemek byl dosti úzký a palác z červených cihel, bílých vápencových kamenů a břidlicovou střechou ve stylu Ludvíka XIII. byl postaven jako dvě sousedící podlouhlé budovy se dvěma nadzemními podlažími a podkrovím, z nichž každá má svou vlastní střechu.

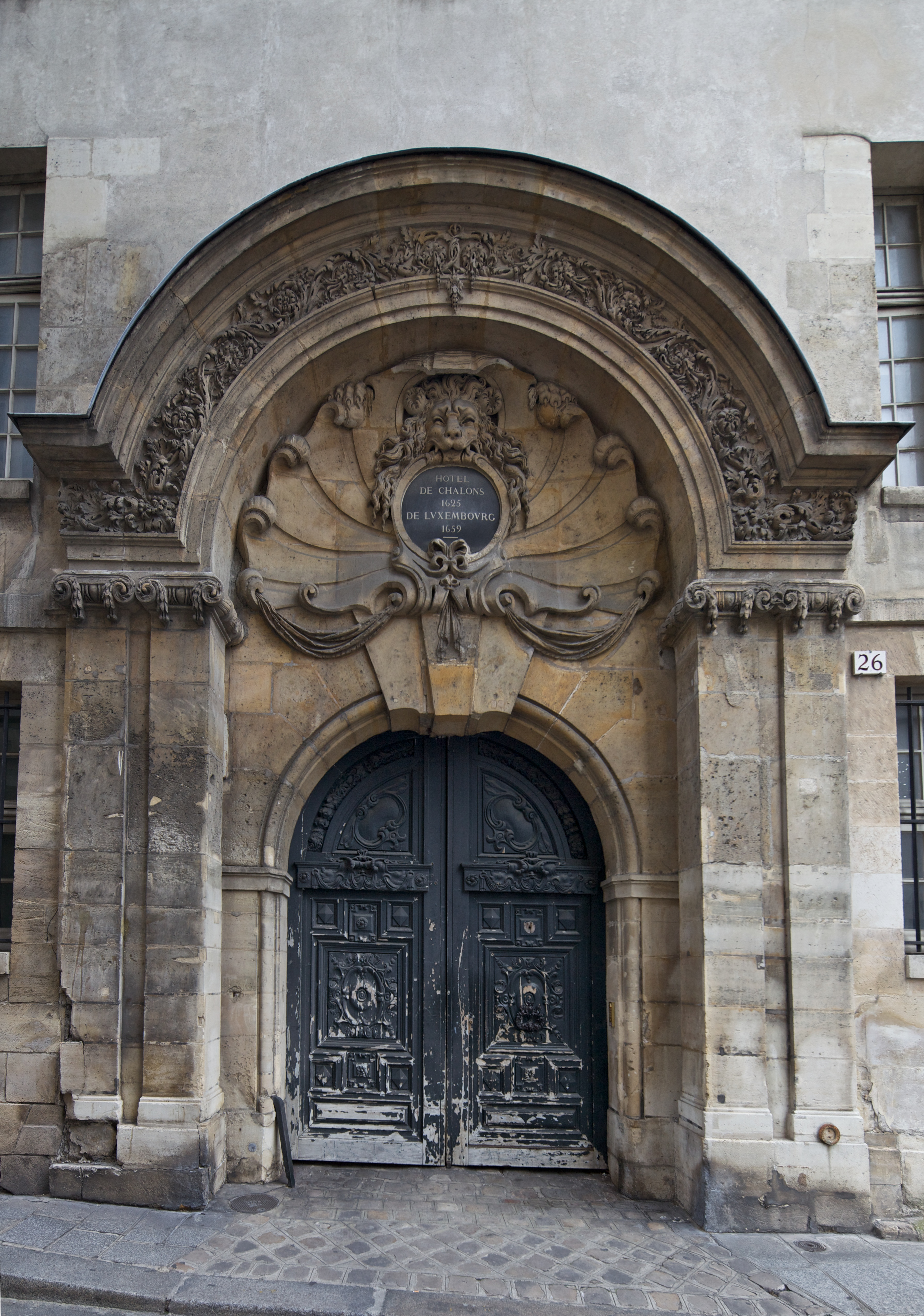
Portál paláce

Po smrti Guillauma Perrochela v roce 1658 palác koupila Marie Amelot de Béon-Luxembourg a pronajala ho obchodnické rodině Chalon původem z Rouenu. Tím palác získal své označení.
Nová majitelka připojila dvě malé boční zdi na straně do zahrady a nechala rovněž v roce 1659 vybudovat portál na ulici spolu s budovou, přes kterou se vstupuje na nádvoří. Na opačné straně corps de logis byla zřízena malá zahrada.
Marie Amelot zemřela roku 1702 ve věku 97 let. Palác zůstal v majetku rodiny do roku 1762 a poté ho koupila paní Lelong. Její dědicové ho prodali roku 1770 za 60 000 liver Rogerovi de Gadencourt, který ho roku 1779 prodal za 80 000 liver Claudovi Polissardovi, královskému dodavateli vína. V majetku této rodiny zůstal až do počátku 20. století, kdy ho koupil malíř Charles Huard.
V roce 1915 si přízemí paláce pronajal italský básník Gabriele d'Annunzio a zůstal zde necelý rok. Rodina Huardů palác posléze opustila, poté co odvezla veškeré vnitřní vybavení a dekor, a prodala ho za symbolickou cenu jednoho franku architektovi Jeanu Walterovi (1883-1957), který provedl restaurační práce a v roce 1948 palác daroval městu Paříži. V roce 1977 byla stavba zanesena mezi historické památky a roku 1990 částečně zrestaurována. Několik let zde sídlila Komise staré Paříže.
Stav paláce vyžaduje zásadní údržbu a proto je momentálně uzavřen.